# Bluebugging
Bluebugging erlaubt es versierten Benutzern von Mobiltelefonen, auf fremden Mobiltelefonen, die für diese Art des Angriffs offen sind, (interne) Befehle auszuführen, ohne dass es die Zielperson mitbekommt.
Diese Angriffsvariante auf Bluetooth-fähige Mobiltelefone wurde von Martin Herfurt im März 2004 auf der CeBIT in Hannover publik gemacht. Als anfällig gelten vor allem Mobiltelefone älterer Generationen.
Falls der Angreifer keine besondere Ausrüstung hat, muss er sich in einem Abstand von maximal 10 m vom Ziel-Mobiltelefon befinden. Durch spezielle Ausrüstung lassen sich auch größere Entfernungen überwinden.
Dem Angreifer stehen verschiedene Nutzungsmöglichkeiten des Mobiltelefons offen, zum Beispiel das Lesen und Versenden von SMS, das Tätigen und Mithören von Anrufen, das Bearbeiten des Adressbuchs oder das Verbinden mit dem Internet.